# Hyena's
Hyena's (Hyaenidae) zijn een familie van middelgrote roofdieren die voorkomen in Afrika en Azië. Hoewel hyena's eruitzien als grote honden, vormen ze een aparte biologische familie die waarschijnlijk het meest verwant is aan de andere families van de onderorde Feliformia: katachtigen (Felidae), civetkatachtigen (Viverridae), de pardelroller (Nandiniidae), Madagaskarcivetkatten (Eupleridae) en mangoesten (Herpestidae).
In vroegere tijden kwamen grote hyena's voor over grote delen van Europa en Azië, maar ze zijn sterk in aantal en habitat teruggelopen. Er zijn slechts vier soorten overgebleven, de gevlekte hyena, de bruine hyena, de gestreepte hyena en de aardwolf die hoort tot de subfamilie Protelinae.
In het huidige Afrika worden hyena's in verband gebracht met toverij. De Zoeloes onder Shaka Zoeloe vreesden de vermeende macht van de hyena's.
Vrouwelijke hyena's hebben een grote clitoris die op een penis lijkt. Daarom kan op dit aspect geen onderscheid gemaakt worden tussen mannetjes en vrouwtjes. Vrouwelijke hyena's hebben een grotere lichaamsbouw dan mannelijke hyena's.
Een hyena is zowel een jager als een aaseter. Vaak eten ze de restjes van een prooi die andere roofdieren hebben achtergelaten. Als de hyena jaagt, jaagt hij in groepsverband op grotere dieren of alleen op kleine dieren. In een groep hebben ze meer kans om een grote prooi te vangen. Ze jagen vooral 's nachts en in de ochtend. Hyena's jagen eerder op langzame dieren, zoals waterbokken, dan op wendbare dieren, zoals zebra's. Eén op de drie keer lukt het een hyena om een prooi te overmeesteren. De hyena's bijten net zo lang tot de prooi doodbloedt of overlijdt aan shock. Hyena's laten hun prooi niet snel afpakken door andere roofdieren.

## Verwantschap
Onderzoek aan de overeenkomsten van het DNA heeft de verwantschap tussen de verschillende hyenasoorten verduidelijkt. De bruine en de gestreepte hyena's zijn het meest aan elkaar verwant, de gevlekte hyena is wat minder verwant, en de nauwste verwant van alle drie deze hyena's is de in Oost- en Zuidelijk Afrika voorkomende aardwolf. De onderstaande figuren zijn een weergave van de huidige inzichten in de verwantschappen van de hyena's met andere carnivorenfamilies en van de hyenasoorten onderling.
|  | familie civetkatten           |
|  |                               |
|  | familie Madagaskarcivetkatten |
|  |                               |

|  | familie mangoesten |
|  |                    |
|  | familie hyena's    |
|  |                    |

|  | familie civetkatten           |
|  |                               |
|  | familie Madagaskarcivetkatten |
|  |                               |

|  | familie mangoesten |
|  |                    |
|  | familie hyena's    |
|  |                    |

|  | familie civetkatten           |
|  |                               |
|  | familie Madagaskarcivetkatten |
|  |                               |

|  | familie mangoesten |
|  |                    |
|  | familie hyena's    |
|  |                    |

|  | familie civetkatten           |
|  |                               |
|  | familie Madagaskarcivetkatten |
|  |                               |

|  | familie mangoesten |
|  |                    |
|  | familie hyena's    |
|  |                    |

|  | familie civetkatten           |
|  |                               |
|  | familie Madagaskarcivetkatten |
|  |                               |

|  | familie mangoesten |
|  |                    |
|  | familie hyena's    |
|  |                    |

|  | familie civetkatten           |
|  |                               |
|  | familie Madagaskarcivetkatten |
|  |                               |

|  | familie mangoesten |
|  |                    |
|  | familie hyena's    |
|  |                    |

|  | familie civetkatten           |
|  |                               |
|  | familie Madagaskarcivetkatten |
|  |                               |

|  | familie mangoesten |
|  |                    |
|  | familie hyena's    |
|  |                    |

|  | familie civetkatten           |
|  |                               |
|  | familie Madagaskarcivetkatten |
|  |                               |

|  | familie mangoesten |
|  |                    |
|  | familie hyena's    |
|  |                    |

|  | familie civetkatten           |
|  |                               |
|  | familie Madagaskarcivetkatten |
|  |                               |

|  | familie mangoesten |
|  |                    |
|  | familie hyena's    |
|  |                    |

|  | familie civetkatten           |
|  |                               |
|  | familie Madagaskarcivetkatten |
|  |                               |

|  | familie mangoesten |
|  |                    |
|  | familie hyena's    |
|  |                    |

|  | familie civetkatten           |
|  |                               |
|  | familie Madagaskarcivetkatten |
|  |                               |

|  | familie mangoesten |
|  |                    |
|  | familie hyena's    |
|  |                    |

|  | familie civetkatten           |
|  |                               |
|  | familie Madagaskarcivetkatten |
|  |                               |

|  | familie mangoesten |
|  |                    |
|  | familie hyena's    |
|  |                    |

|  | familie civetkatten           |
|  |                               |
|  | familie Madagaskarcivetkatten |
|  |                               |

|  | familie mangoesten |
|  |                    |
|  | familie hyena's    |
|  |                    |

|  | familie civetkatten           |
|  |                               |
|  | familie Madagaskarcivetkatten |
|  |                               |

|  | familie mangoesten |
|  |                    |
|  | familie hyena's    |
|  |                    |

|  | familie civetkatten           |
|  |                               |
|  | familie Madagaskarcivetkatten |
|  |                               |

|  | familie mangoesten |
|  |                    |
|  | familie hyena's    |
|  |                    |

|  | familie civetkatten           |
|  |                               |
|  | familie Madagaskarcivetkatten |
|  |                               |

|  | familie mangoesten |
|  |                    |
|  | familie hyena's    |
|  |                    |

|  | gevlekte hyena                                                    |
|  |                                                                   |
|  | \| \| bruine hyena \| \| \| \| \| \| gestreepte hyena \| \| \| \| |
|  |                                                                   |
|  | bruine hyena                                                      |
|  |                                                                   |
|  | gestreepte hyena                                                  |
|  |                                                                   |

|  | bruine hyena     |
|  |                  |
|  | gestreepte hyena |
|  |                  |

|  | gevlekte hyena                                                    |
|  |                                                                   |
|  | \| \| bruine hyena \| \| \| \| \| \| gestreepte hyena \| \| \| \| |
|  |                                                                   |
|  | bruine hyena                                                      |
|  |                                                                   |
|  | gestreepte hyena                                                  |
|  |                                                                   |

|  | bruine hyena     |
|  |                  |
|  | gestreepte hyena |
|  |                  |

## Geschiedenis
Hyena's ontwikkelden zich in het Vroeg-Mioceen. Er zijn zeventien uitgestorven geslachten bekend, waarvan de meeste in de hele Oude Wereld (Europa, Afrika en Azië) voorkwamen en Pachycrocuta de grootste was. De enige uitzondering vormt het geslacht Chasmaporthetes, dat Noord-Amerika wist te bereiken en leefde van het Vroeg-Plioceen tot het Vroeg-Pleistoceen. Dat hyena's zich daar niet blijvend wisten te vestigen, wordt wel verklaard uit het feit dat er in die tijd veel inheemse hondachtigen voorkwamen, waarmee de hyena's niet konden concurreren.

## Trivia
- In de film The Lion King spelen drie hyena's (Shenzi, Banzai en Ed) de hulpjes van de gemene leeuw Scar. Zij komen ook in de film The Lion King 3 voor.